# 草原糙苏
草原糙苏（学名：Phlomis pratensis），为唇形科糙苏属下的一个植物种。